# Interleukine 5
 (avril 2023).
Si vous disposez d'ouvrages ou d'articles de référence ou si vous connaissez des sites web de qualité traitant du thème abordé ici, merci de compléter l'article en donnant les références utiles à sa vérifiabilité et en les liant à la section « Notes et références ».
L' interleukine 5 (IL5) est une glycoprotéine jouant un rôle dans la stimulation des lymphocytes B, la production de leucocytes éosinophiles et la production (ainsi que la glycosylation) des immunoglobulines A. Son gène est IL5 situé sur le chromosome 5 humain. 

## Cible thérapeutique
Le mepolizumab et le reslizumab sont des anticorps monoclonaux ciblant l'interleukine 5, et en cours de test dans l'asthme. Le benralizumab, lui, se fixe sur le récepteur de l'interleukine 5. Le depemokimab a une durée d'action supérieure à 6 mois et en cours de test dans l'asthme à éosinophiles avec une diminution du nombre d'exacerbation. 